# Surampatti
Surampatti è una suddivisione dell'India, classificata come town panchayat, di 31.737 abitanti, situata nel distretto di Erode, nello stato federato del Tamil Nadu. In base al numero di abitanti la città rientra nella classe III (da 20.000 a 49.999 persone).

## Geografia fisica
La città è situata a 11° 20' 28 N e 77° 41' 44 E.

## Società

### Evoluzione demografica
Al censimento del 2001 la popolazione di Surampatti assommava a 31.737 persone, delle quali 16.042 maschi e 15.695 femmine. I bambini di età inferiore o uguale ai sei anni assommavano a 3.203, dei quali 1.606 maschi e 1.597 femmine. Infine, coloro che erano in grado di saper almeno leggere e scrivere erano 23.265, dei quali 12.758 maschi e 10.507 femmine.